# Jens Meulengracht-Madsen

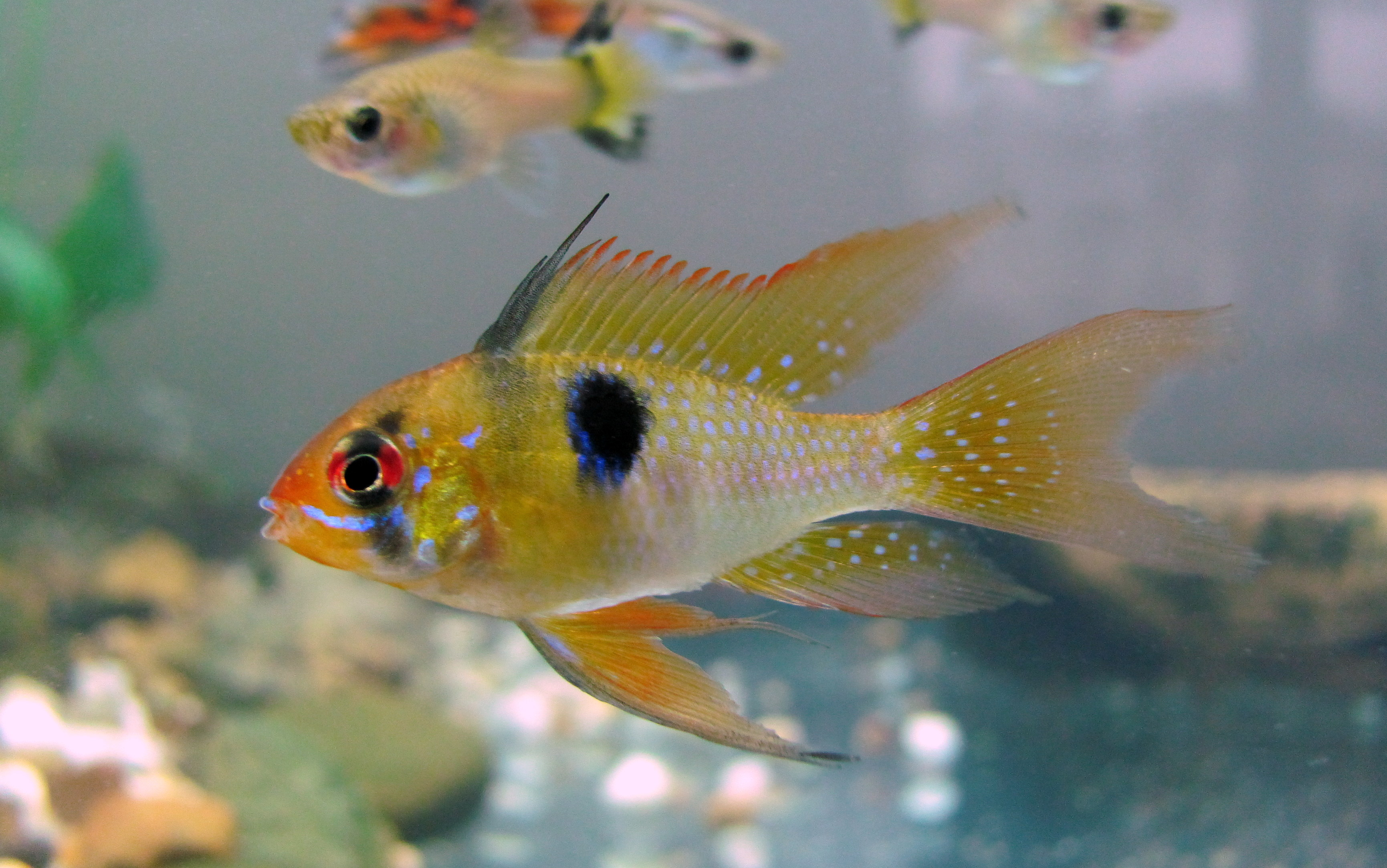
Fjärilsciklid (Mikrogeophagus ramirezi)

Jens Meulengracht-Madsen, född 1939, död 21 april 2007 i Köpenhamn, var en dansk läkare och internationellt välkänd akvarist som också har givit ut en lång rad av böcker om akvarier och akvariefiskar.

## Biografi
År 1954 började han själva att odla fjärilsciklider (Mikrogeophagus ramirezi), och 1957, vid 17 års ålder, skrev han sin första artikel, Mine ramirezi, til Dansk Akvarieblad.
Han var också en framstående fotograf och illustrerade i stor utsträckning sina böcker med egna fotografier.
Meulengracht-Madsen medverkade under decennier i Danmarks Radio; bland annat i »Videnskaben og vi«, »Den grønne Linie«, och i P1-programmet ”VIDEN OM”, programmet Natursyn , Tillsammans med Bent Jørgensen, direktör för Köbenhamn Zoo, var han redaktör för Danmarks Radios naturvetenskapliga frågeprogram Lexicon mellan 1967 och 1987. 
Han var vidare medgrundare av Dansk Saltvands Klub, och en tid klubbens ordförande, medlem av Dansk Cichlide Selskab och president för DAU (Dansk Akvarie Union)
1975 hedrades han med Tidskriften Akvariets Oscar för sina insatser för Akvariehobbyn.